# Zaharia Bocșan
Zaharia Bocșan (n. 1868, Bălți, gubernia Basarabia, Imperiul Rus – d. secolul al XX-lea) a fost un țăran și politician moldovean, membru al Sfatului Țării al Republicii Democratice Moldovenești.

## Sfatul Țării
Zaharia Bocșan a fost unul din membrii Sfatului Țării care s-a abținut de la votul de Unire a Basarabiei cu România.

## Galerie de imagini

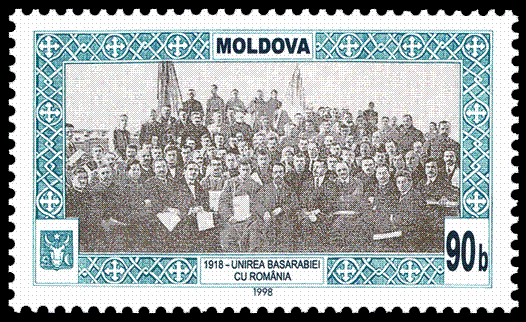
Membrii Sfatului Țării pe un timbru moldovenesc din 1998.